# Бенджамин Коллинз Броди, 2-й баронет
Сэр Бенджамин Коллинз Броди, 2-й баронет (англ. Sir Benjamin Collins Brodie, 2nd Baronet; 1817—1880) — английский химик, профессор Оксфордского университета, член Лондонского королевского общества, лауреат Королевской медали.

## Биография
Бенджамин Коллинз Броди родился 5 февраля 1817 года в городе Лондоне в семье сэра Бенджамина Коллинза Броди, 1-го баронета, и его жены Анны (урожденной Селлон). Получил образование в школе Хэрроу и колледже Баллиол в Оксфорде, которые окончил дипломом с отличием второго класса по математике в 1838 году. Поскольку он был агностиком и не соглашался с тридцатью девятью статьями, ему было отказано в магистратуре до 1860 года. Он изучал химию у Юстуса фон Либиха в Гиссене вместе с Александром Уильямом Уильямсоном. В Гиссене он провел оригинальный анализ пчелиного воска, за который в 1849 году получил стипендию Королевского общества и награжден Королевской медалью в 1850 году. 
Броди проделал важную оригинальную работу по перекисям в своей частной лаборатории, где он преподавал Невилу Стори Маскелайну химию. Он был секретарем Химического общества с 1850 по 1854 год и его президентом в 1860 году. Однако он выступал против атомной теории и в 1866 году предложил свое Исчисление химических операций в качестве неатомной альтернативы атомной теории. Увидев использование деревянных шаров и проволоки для построения моделей молекул он охарактеризовал теорию атома как «чисто материалистическую столярную работу».
Несмотря на противодействие со стороны некоторых ученых-теологов, он был избран на кафедру Олдричана (позже переименованную в профессора химии Уэйнфлета) в Оксфордском университете с 1865 по 1872 год и в основном известен своими исследованиями аллотропных состояний углерода и открытием графитовой кислоты. 
В области органической и неорганической химии ему принадлежит немало весьма интересных и важных работ; таково, например, исследование перекиси водорода и ее восстановительных свойств (способности отнимать кислород от окиси серебра и других окисленных соединений). Как известно, Б. пытался объяснить явление существованием кислорода различной полярности (положительного и отрицательного) в перекиси и восстановляемых веществах.
Броди был женат на Филофеи Маргарет, дочери Джона Винсента Томпсона, в 1848 году. У них были один сын и пять дочерей. Он умер в 24 ноября 1880 года в родном городе в возрасте 63 лет, и его сменил баронет его единственный сын Бенджамин. Леди Броди умерла в 1882 году.